# 恒産なくして恒心なし
恒産なくして恒心なし（こうさんなくしてこうしんなし）は、四書の一つである『孟子』の記述に基づく故事、慣用句。「安定した財産なり職業をもっていないと、安定した道徳心を保つことは難しい」といった意味である。
日本語では、様々な表現、表記で言及されることがあり、四字熟語の形となる恒産恒心のほか、恒産なければ恒心なし、恒産無ければ恒心無し、恒産なきものは恒心なし
恒産無き者は恒心無し、恒産無きものは恒心なし、あるいは、恒産有る者は恒心有りなど、多様な言い回しで用いられる。

## ふたつの出典
「恒産」、「恒心」への言及は、『孟子』の中では「梁惠王上」と「滕文公上」にそれぞれ見える。前者は魏（梁）の恵王の問いへの孟子の応答、後者は滕の文公への応答とされる。

### 梁惠王上
（原文）無恆產而有恆心者，惟士爲能。若民，則無恆產，因無恆心。苟無恆心，放辟邪侈無不爲已。
（読み下し）恒産無くして恒心有る者は、惟士のみ能くするを為す。民の若きは則ち恒産無ければ、因て恒心無し。苟も恒心無ければ、放辟邪侈、為さざる無きのみ。
（大意）恒産がなくても恒心をもてる者は、立派な人物だけである。普通の人々は恒産がなければ、恒心をもてない。もし恒心がなければ、やり放題に良からぬ事をしてしまうに違いない。

### 滕文公上
（原文）民之爲道也，有恆產者有恆心，無恆產者無恆心。苟無恆心，放僻邪侈，無不爲已。
（読み下し）民の道たる、恒産ある者は、恒心あり。恒産無なき者は、恒心無し。苟も恒心無ければ、放辟邪侈、為さざる無きのみ。
（大意）普通の人々は恒産がある者は、恒心をもっているが、恒産がない者は、恒心もない。もし恒心がなければ、やり放題に良からぬ事をしてしまうに違いない。

## 日本語における用例
河上肇は、1918年米騒動に際して『朝日新聞』紙上に連載した記事「米価問題」の中で、「梁惠王上」の当該部分を引用し、「彼は其を道徳的に是認した譯では無いが、只彼は、人間の性情に就て、明確なる認識を有して居たのである。是の故に彼は民の產を制し、萬民をして飢ず凍えしめざることを以て、明君政治の第一要件と爲したのである。」と論じ、暴徒の鎮圧を必要としながらも、政治の責任を強く指摘した。
この表現は、1925年の普通選挙法に至る普選運動に対し、制限選挙における納税要件を支持する立場から、用いられることもあった。1918年から1919年にかけての第41回帝国議会において、内務大臣であった床次竹二郎は、しばしばこの表現を用いて普通選挙は時期尚早とする議論を展開した。これに対して『大阪朝日新聞』は、第42回帝国議会の開会直前に「恒産と恒心 普通選挙と内相」という記事を出し、「恒産と恒心とが常に必然関係を有せざることは茲に贅言を要せず」と論じて床次を批判した。
1925年、『読売新聞』は、「我等の主張」欄で政党内閣の腐敗を批判する「政治商賣と正業と 恒心のために恒產を營め」と題した記事を掲げ、「理想を云はゞ、政治は奉仕でありたい。... その點で政治家や代議士の肩書に、無職、もしくは無職類似の人間の多い事は、それだけでも、我國政治の健全なものでない事實を証明するものだ。」と論じた。

## 類義表現
衣食足りて礼節を知る - 『管子』「牧民」を出典とする。